# Barberino Val d'Elsa

Posizione dell'ex comune di Barberino Val d'Elsa (1893-2018) all'interno della città metropolitana di Firenze

Barberino Val d'Elsa è una frazione del comune italiano di Barberino Tavarnelle, nella città metropolitana di Firenze, in Toscana.

## Geografia fisica

### Territorio
Il paese di Barberino Val d'Elsa è posto sulle colline ad Est della Val d'Elsa e si trova a un'altitudine di 373 metri s.l.m.
- Classificazione sismica zona 3 (sismicità medio-bassa), Deliberazione della Giunta Regionale Toscana n. 421 del 26 maggio 2014
- Classificazione climatica: zona E, 2337 GG
- Diffusività atmosferica: alta, Ibimet CNR 2002

### Clima
Il clima a Barberino, rispetto al capoluogo Fiorentino, prevede estati più fresche ed inverni più rigidi, a causa della maggiore altitudine. In inverno non di rado si hanno precipitazioni nevose, però solo occasionalmente con grande accumulo. Le precipitazioni medie annue sono in linea con quelle del capoluogo Fiorentino e si attestano tra 850 e 900 mm annui. La stazione meteorologica più prossima al capoluogo è quella di Poggibonsi-Strozzavolpe della quale riportiamo le medie degli ultimi 30 anni: Ovviamente vista la diversa altitudine e distanza non è coerente con il clima di Tavarnelle
| POGGIBONSI STROZZAVOLPE | Mesi | Mesi | Mesi | Mesi | Mesi | Mesi | Mesi | Mesi | Mesi | Mesi | Mesi | Mesi | Stagioni | Stagioni | Stagioni | Stagioni | Anno |
| POGGIBONSI STROZZAVOLPE | Gen  | Feb  | Mar  | Apr  | Mag  | Giu  | Lug  | Ago  | Set  | Ott  | Nov  | Dic  | Inv      | Pri      | Est      | Aut      | Anno |
| ----------------------- | ---- | ---- | ---- | ---- | ---- | ---- | ---- | ---- | ---- | ---- | ---- | ---- | -------- | -------- | -------- | -------- | ---- |
| T. max. media (°C)      | 10,2 | 11,6 | 14,6 | 18,8 | 23,2 | 27,5 | 30,9 | 30,6 | 27,2 | 20,7 | 14,7 | 10,9 | 10,9     | 18,9     | 29,7     | 20,9     | 20,1 |
| T. min. media (°C)      | 0,7  | 1,0  | 3,4  | 6,3  | 9,2  | 13,0 | 15,3 | 14,9 | 12,7 | 8,3  | 5,4  | 2,3  | 1,3      | 6,3      | 14,4     | 8,8      | 7,7  |

## Storia
La sua storia è legata alla distruzione di Semifonte da parte dei Fiorentini nel 1202 e il suo sviluppo fu legato soprattutto al fatto di essere sulla Strada Regia Romana che collegava Firenze con Roma.
Da qui ebbe origine la famiglia Tafani, detta da Barberino, e poi semplicemente Barberini, che tanto successo ebbe prima a Firenze e poi a Roma, con papa Urbano VIII e numerosi cardinali.
Ha dato i natali allo scrittore Andrea de' Mengabotti, conosciuto come Andrea da Barberino, autore de Il Guerrin Meschino.

### Simboli
Il Codice Araldico Cappugi 623 conservato presso la Biblioteca Nazionale Centrale di Firenze, riporta come insegna di Barberino castello uno scudo d'azzurro, al tronco di tigre in maestà, d'oro, uscente dal fianco sinistro dello scudo. È questa la prima testimonianza conosciuta della figura della tigre, che al tempo dell'Unità d'Italia il conte Passerini riprenderà per la compilazione del suo blasonario, aggiungendo il commento: «La tigre, fiera dell'Affrica, e come anticamente dicevasi di Barberìa, fa di quest'arme una di quelle che diconsi allusive» con riferimento al nome Barberino.
Lo stemma del Comune di Barberino Val d'Elsa era stato riconosciuto con decreto del capo del governo del 19 giugno 1931.
Il gonfalone, concesso con regio decreto del 18 luglio 1930, era costituito da un drappo di azzurro.

## Monumenti e luoghi d'interesse

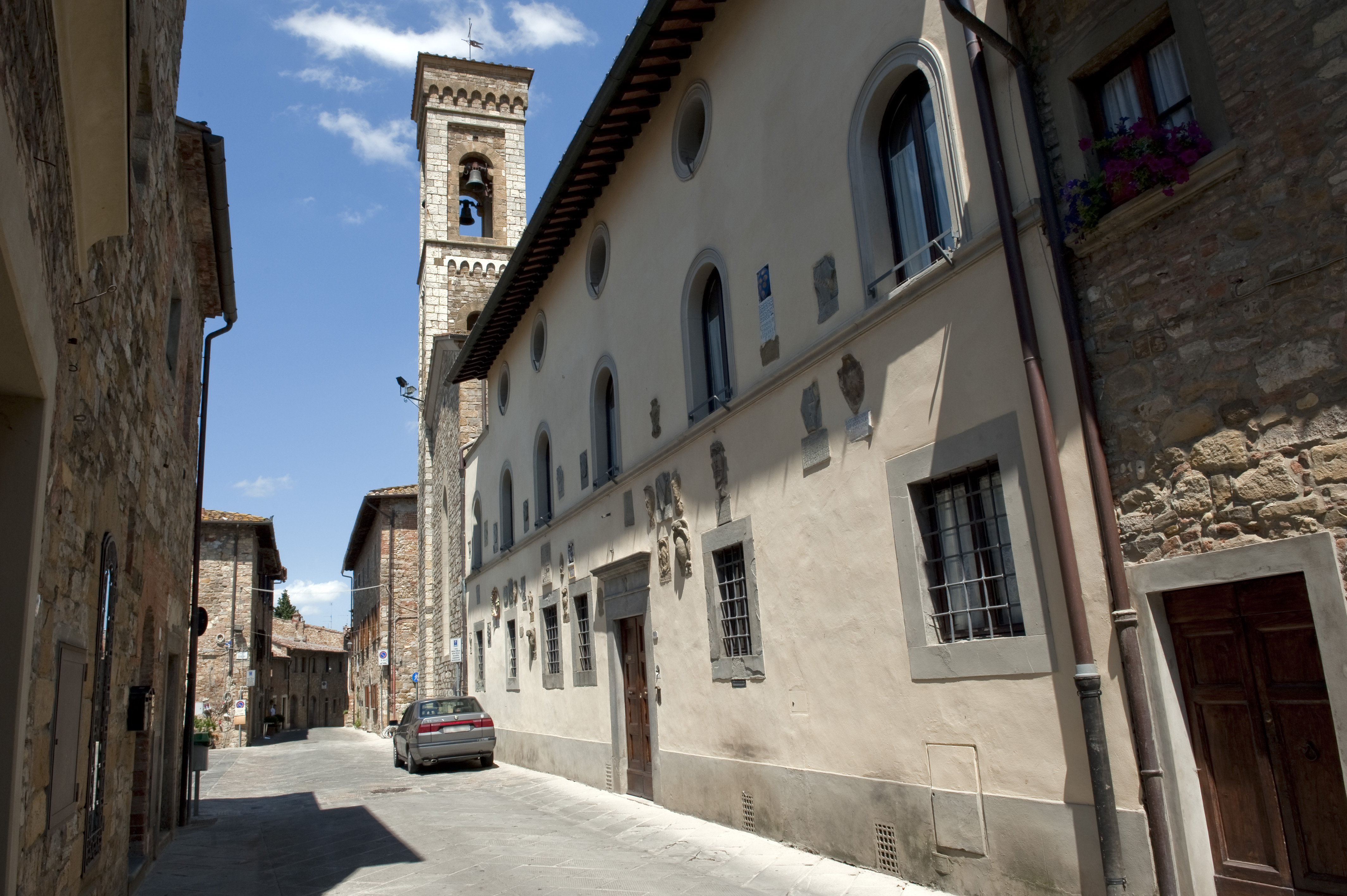
Palazzo Pretorio a Barberino

- Chiesa di San Bartolomeo a Barberino
- Palazzo Tafani-Barberini
- Spedale dei Pellegrini
- Fattoria Pasolini dall'Onda

## Società

### Evoluzione demografica
Sono qui riportati gli abitanti dell'ex comune di Barberino Val d'Elsa fino al 2011.
Abitanti censiti

### Etnie e minoranze straniere
Secondo i dati ISTAT al 31 dicembre 2015 la popolazione straniera residente nell'ex comune di Barberino Val d'Elsa era di 340 persone.
Le nazionalità maggiormente rappresentate in base alla loro percentuale sul totale della popolazione residente erano:
- Romania 103 2,35%
- Albania 65 1,48%

## Geografia antropica
La sua forma urbana è a pianta ellittica e si conservano le due porte di accesso al borgo (porta Romana, o Senese, è integra, porta Fiorentina è ricostruita).

## Amministrazione
Di seguito è presentata una tabella relativa alle amministrazioni che si sono succedute nel comune di Barberino Val d'Elsa fino alla sua soppressione il 31 dicembre 2018.
| Periodo        | Periodo          | Primo cittadino    | Partito                                                        | Carica  | Note  |
| -------------- | ---------------- | ------------------ | -------------------------------------------------------------- | ------- | ----- |
| 3 luglio 1985  | 2 giugno 1990    | Gianni Vivoli      | Partito Comunista Italiano                                     | Sindaco | [ 9 ] |
| 26 giugno 1990 | 24 aprile 1995   | Gianni Vivoli      | Partito Democratico della Sinistra, Partito Comunista Italiano | Sindaco | [ 9 ] |
| 24 aprile 1995 | 14 giugno 1999   | Armando Conforti   | centro-sinistra                                                | Sindaco | [ 9 ] |
| 14 giugno 1999 | 14 giugno 2004   | Michele Bazzani    | lista civica                                                   | Sindaco | [ 9 ] |
| 14 giugno 2004 | 8 giugno 2009    | Maurizio Semplici  | Centro sinistra per Barberino                                  | Sindaco | [ 9 ] |
| 8 giugno 2009  | 26 maggio 2014   | Maurizio Semplici  | Centro sinistra per Barberino                                  | Sindaco | [ 9 ] |
| 26 maggio 2014 | 31 dicembre 2018 | Giacomo Trentanovi | lista civica: Barberino                                        | Sindaco | [ 9 ] |

### Gemellaggi
- Schliersee, dal 1986[10]
- Amgala
- Publier, dal 2004[11]

Il Comune ha sancito nel 2015 un patto di gemellaggio letterario con il comune di Montemonaco nel nome di Andrea da Barberino.